# Avant-projet de réforme du droit des obligations et du droit de la prescription
L'avant-projet de réforme du droit des obligations et du droit de la prescription ou avant-projet Catala, du nom du président de la commission chargée de son élaboration est un projet de réforme des dispositions du Code civil français portant sur les contrats, les quasi-contrats, la responsabilité civile et la prescription. 
Dans un premier temps, il a abouti pour la prescription à la loi 17 juin 2008 portant réforme de la prescription en matière civile, qui réforme en profondeur la matière.
Cet avant-projet est aussi directement à la source de l'ordonnance n°2016-131 du 10 février 2016 portant réforme du droit des obligations (en vigueur le 1er octobre 2016).

## Membres de la commission
La commission chargée de cet avant-projet a été nommée par le ministre de la justice.
| Nom                    | Profession                                                                       |
| ---------------------- | -------------------------------------------------------------------------------- |
| Pascal Ancel           | Professeur à l’Université de Saint-Étienne                                       |
| Jean-Luc Aubert (†)    | Conseiller honoraire à la Cour de cassation. Agrégé des Facultés de droit        |
| Laurent Aynès          | Professeur à l’Université Paris 1 Panthéon-Sorbonne                              |
| Alain Benabent         | Avocat au Conseil d’État et à la Cour de cassation. Agrégé des Facultés de droit |
| Philippe Brun          | Professeur à l’Université de Savoie                                              |
| Rémy Cabrillac         | Professeur à l’Université de Montpellier 1                                       |
| Pierre Catala (†)      | Professeur émérite de l’Université de Paris 2                                    |
| Gérard Cornu (†)       | Professeur émérite de l’Université de Paris 2                                    |
| Philippe Delebecque    | Professeur à l’Université de Paris 1                                             |
| Jean-Pierre Dumas      | Président de chambre honoraire à la Cour de cassation                            |
| Georges Durry          | Professeur émérite de l’Université Paris 2                                       |
| Jérôme François        | Professeur à l’Université de Paris 5                                             |
| Alain Ghozi            | Professeur à l’Université de Paris 2                                             |
| Jacques Ghestin        | Professeur émérite de l’Université de Paris 1                                    |
| Jean Hauser            | Professeur à l’Université de Bordeaux 4                                          |
| Jérôme Huet            | Professeur à l’Université de Paris 2                                             |
| Patrice Jourdain       | Professeur à l’Université de Paris 1                                             |
| Pierre Leclerq         | Conseiller honoraire à la Cour de cassation                                      |
| Hervé Lecuyer          | Professeur à l’Université de Paris 2                                             |
| Fabrice Leduc          | Professeur à l’Université de Tours                                               |
| Yves Lequette          | Professeur à l’Université de Paris 2                                             |
| Laurent Leveneur       | Professeur à l’Université de Paris 2                                             |
| Rémy Libchaber         | Professeur à l’Université de Paris 1                                             |
| Grégoire Loiseau       | Professeur à l’Université de Paris 1                                             |
| Philippe Malaurie      | Professeur émérite de l’Université de Paris 2                                    |
| Philippe Malinvaud     | Professeur émérite de l’Université de Paris 2                                    |
| Didier Martin          | Professeur à l’Université de Paris 11                                            |
| Denis Mazeaud          | Professeur à l’Université de Paris 2                                             |
| Judith Rochfeld        | Professeur à l’Université de Paris 11                                            |
| Yves-Marie Serinet     | Professeur à l’Université de Cergy Pontoise                                      |
| Philippe Simler        | Professeur à l’Université de Strasbourg 3                                        |
| Philippe Stoffel-Munck | Professeur à l’Université de Paris 1                                             |
| Hervé Synvet           | Professeur à l’Université de Paris 2                                             |
| Jean-Jacques Taisne    | Professeur à l’Université de Lille 2                                             |
| Philippe Thery         | Professeur à l’Université de Paris 2                                             |
| Geneviève Viney (†)    | Professeur à l’Université de Paris 1                                             |
| Guillaume Wicker       | Professeur à l’Université de Bordeaux 4                                          |

## Rapport
Le rapport a été rédigé, communiqué le 22 septembre 2005 à Pascal Clément garde des sceaux, ministre de la justice, et publié à La Documentation française.
Le rapport mentionne le Code civil du Québec à quelques reprises, car celui-ci est issu d'une recodification relativement récente (1994), ce qui laisse entendre que le droit québécois a pu avoir une légère influence dans la formulation des recommandations d'experts français.